# کاپیتانی از کوپنیک (فیلم ۱۹۵۶)
کاپیتانی از کوپنیک (به آلمانی: Der Hauptmann von Köpenick) فیلمی به کارگردانی هلموت کویتنر است که در سال ۱۹۵۶ نامزد جایزه اسکار بهترین فیلم غیرانگلیسی زبان شد.